# Hermann von Schulze-Gävernitz

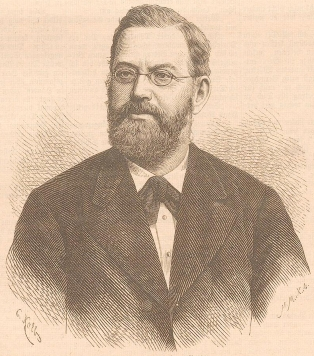
Hermann von Schulze-Gävernitz.

Hermann Johann Friedrich von Schulze-Gävernitz, före adlandet 1888 Schulze, född den 23 september 1824 i Jena, död den 27 oktober 1888 i Heidelberg, var en tysk rättslärd. Han var son till Friedrich Gottlob Schulze och far till Gerhard von Schulze-Gaevernitz.
Schulze blev 1850 extra ordinarie professor i Heidelberg samt 1857 ordinarie professor i Breslau och 1878 i Heidelberg. År 1869 
utnämndes han till livstidsmedlem av preussiska herrehuset liksom till kronsyndikus. Han adlades 1888. På statsrättslärans område utgav Schulze sina viktigaste arbeten: Einleitung in das deutsche Staatsrecht (1867), Das preussische Staatsrecht auf Grundlage des deutschen Staatsrechts dargestellt (2 band, 1870–77, 2:a upplagan 1888), Lehrbuch des deutschen Staatsrechts (2 band, 1881–1886) med flera.